# The Exception
The Exception ist ein romantischer Kriegsfilm aus dem Jahr 2016, der von David Leveaux (in seinem Regiedebüt) gedreht und von Simon Burke geschrieben wurde. Der Film basiert auf Alan Judds Roman The Kaiser’s Last Kiss aus dem Jahr 2003. Die Hauptrollen spielen Jai Courtney, Lily James, Janet McTeer und Christopher Plummer. Die Handlung ist eine fiktionalisierte Darstellung des Lebens des im Exil lebenden Kaisers Wilhelm II. (Plummer). Als ein Wehrmachtsoffizier (Courtney) den Auftrag erhält, herauszufinden, ob ein britischer Spion in die Residenz des Kaisers eingedrungen ist, um den abgesetzten Monarchen zu ermorden, verliebt er sich während seiner Ermittlungen in eine der Dienstmädchen des Kaisers (James). Der Film spielt in den besetzten Niederlanden während des Zweiten Weltkriegs.
2014 gab Egoli Tossell Film bekannt, dass die Entwicklung einer Verfilmung von Judds Roman begonnen habe. Die Dreharbeiten in Belgien dauerten 2015 sechs Wochen. Der Film feierte seine Weltpremiere beim Toronto International Film Festival 2016 in der Sektion Special Presentations. Der Film erhielt am 2. Juni 2017 eine limitierte Veröffentlichung und eine Video-on-Demand-Veröffentlichung über A24 und DirecTV Cinema in den USA. Der Film wurde am 2. Oktober 2017 im Vereinigten Königreich über Signature Entertainment veröffentlicht.

## Handlung
Während des Zweiten Weltkriegs übernimmt Wehrmachtshauptmann Brandt das Kommando über die Leibwache des abgesetzten deutschen Kaisers Wilhelm II. in Huis Doorn, nahe Utrecht, Niederlande. Die Deutschen befürchten, dass ein alliierter Spion ein Attentat auf ihn planen könnte. Obwohl Wilhelm keine Macht hat, ist sich die SS bewusst, dass er für das deutsche Volk immer noch eine große symbolische Bedeutung hat.
Der kaiserliche Adjutant Oberst von Ilsemann erteilt Brandt strenge Anweisungen, sich nicht in die Angelegenheiten der weiblichen Bediensteten einzumischen, doch Brandt wird schnell in impulsiven Sex mit einer der Dienstmädchen, Mieke de Jong, verwickelt. Daraus entwickelt sich eine leidenschaftliche Affäre. Sie offenbart Brandt, dass sie Jüdin ist, und nach einer Weile antwortet er: „Bin ich nicht“ und fordert sie auf, ihr Geheimnis niemandem mitzuteilen.
Gestapo-Inspektor Dietrich informiert Brandt darüber, dass der britische Geheimdienst in einem nahegelegenen Dorf einen Agenten mit einem Funkgerät versteckt hält, und befiehlt Brandt, einen zweiten Agenten zu identifizieren, von dem bekannt ist, dass er sich im Haushalt des Ex-Kaisers aufhält.
Vor einem Besuch von Reichsführer-SS Heinrich Himmler bemerkt Brandt einen Geruch von Waffenöl aus Miekes Zimmer. Er folgt Mieke, als sie den Dorfpfarrer besucht und hört, wie sie ihm erzählt, dass sie bereit ist, Himmler zu ermorden, um sich für die Ermordung ihres Vaters und ihres Mannes durch die SS zu rächen. Der Pfarrer antwortet, dass die Ermordung Himmlers nicht ihre Mission sei.
Die SS ortet die Funkübertragungen des Pfarrers. Sie verhaften ihn, foltern ihn brutal und verlangen den Namen des anderen Spions. Kurz darauf erzählt Wilhelms ehrgeizige Frau Hermine ihm von der Affäre zwischen Brandt und Mieke. Sie erwartet, dass Wilhelm Mieke entlässt und Brandt vor ein Kriegsgericht stellt, doch der Ex-Kaiser antwortet, dass er zwar nicht mehr über Deutschland herrscht, aber über sein eigenes Haus. Er erzählt den Liebenden, dass er vor und nach seiner Heirat mit seiner ersten Frau, Kaiserin Augusta Victoria, uneheliche Kinder gezeugt hat. Der Kaiser sagt, er werde kein Heuchler sein und fordert sie auf, diskreter zu sein.
Bei einer Hausdurchsuchung vor Himmlers Ankunft durchsucht Brandt persönlich Miekes Zimmer, um ihre Tarnung zu schützen. Brandt erfährt, dass der gefolterte Pfarrer bald Miekes Identität preisgeben wird und drängt sie zur Flucht. Sie weigert sich.
Himmler überreicht Wilhelm eine Einladung Adolf Hitlers, auf seinen ehemaligen Thron in Berlin zurückzukehren. Dann sagt er Brandt und Dietrich, dass die Einladung ein Bluff sei, der darauf abzielt, antifaschistische Monarchisten im deutschen Widerstand anzulocken und hinzurichten. Hermine ist überglücklich bei dem Gedanken, erneut Kaiserin von Deutschland zu werden, doch Wilhelm, der von Himmlers Prahlereien über die Euthanasie behinderter Kinder beunruhigt ist, bleibt unsicher, selbst als von Ilsemann andeutet, dass Wilhelm „einen mäßigenden Einfluss“ ausüben könne.
Als Brandt von Ilsemann fragt, ob ein Offizier auch etwas anderem als seinem Land dienen könne, antwortet der Oberst: „Zuerst müssen Sie entscheiden, was Ihr Land ist und ob es überhaupt noch existiert.“ Brandt erzählt von Ilsemann von Himmlers Plänen mit den Anhängern des Kaisers.
Mieke überbringt Wilhelm eine Nachricht von Winston Churchill, der dem Kaiser politisches Asyl und den Thron eines besiegten Deutschlands nach dem Krieg anbietet. Wilhelm lehnt ab, da er sich mit dem Verlust seines Throns abgefunden hat.
Als die Gestapo Mieke immer näher kommt, ersinnt Brandt einen Fluchtplan. Wilhelm, Mieke und Brandt fliehen in einem Lieferwagen, während der Kaiser vorgibt, einen Herzinfarkt zu haben. Dabei nimmt Mieke beinahe eine Selbstmordpille. Brandt rettet ihr Leben und ihre Gefangennahme, indem er Dietrich tötet. Mieke bittet Brandt, mit ihr zu fliehen, da sie befürchtet, er könnte für die Morde hingerichtet werden. Brandt besteht darauf, dass er eine Verpflichtung gegenüber Deutschland hat und ein gutes Alibi hat. Als Mieke geht, bittet Brandt Mieke, ihn zu heiraten. Bevor sie flieht, nimmt sie an und sagt ihm, er solle sie nach dem Krieg finden.
Einige Zeit später arbeitet Brandt in Berlin. Ein Paket mit einem Buch mit Schriften Nietzsches, das Mieke ihm einmal gezeigt hatte, wird geliefert. Darin steht eine Londoner Adresse. In London sitzt Mieke auf einer Parkbank, als sie erfährt, dass Churchill bereit ist, sie zu empfangen. Mieke erhebt sich und legt ihre Hand auf ihren Bauch; sie erwartet Brandts Kind. In Doorn informiert Oberst von Ilsemann Wilhelm, dass Brandt aus Berlin angerufen und wunderbare Neuigkeiten überbracht habe. Als Wilhelm erkennt, dass dies bedeutet, dass Mieke nach Großbritannien geflohen ist, ist er überglücklich.

## Besetzung
Am 12. Mai 2015 wurde bekannt gegeben, dass Lily James die Rolle der Mieke de Jong spielen würde. Am 7. Juli 2015 wurde Jai Courtney für die Hauptrolle als Captain Stefan Brandt gecastet. Am 11. September 2015 stießen Janet McTeer und Eddie Marsan als Prinzessin Hermine Reuss von Greiz bzw. Heinrich Himmler zur Besetzung von Der letzte Kuss des Kaisers.
- Lily James als Mieke de Jong
- Jai Courtney als Hauptmann Stefan Brandt
- Janet McTeer als Prinzessin Hermine Reuss von Greiz
- Christopher Plummer als Kaiser Wilhelm II.
- Eddie Marsan als Heinrich Himmler
- Ben Daniels als Oberst Sigurd von Ilsemann
- Mark Dexter als Dietrich
- Kris Cuppens als Pastor Hendriks
- Anton Lesser als General Falkenberg
- Lucas Tavernier als Standartenführer Meyer

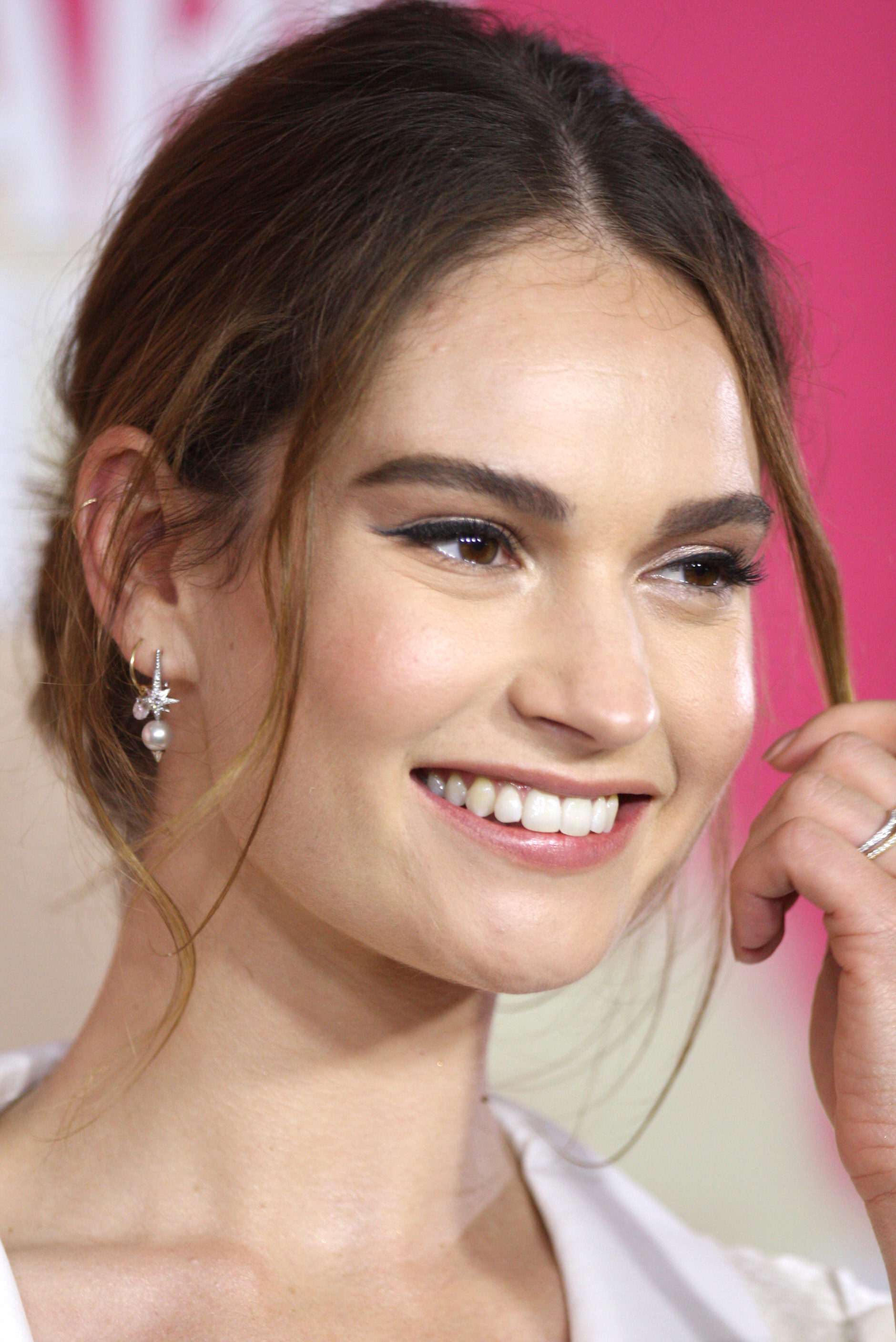
Lilly James
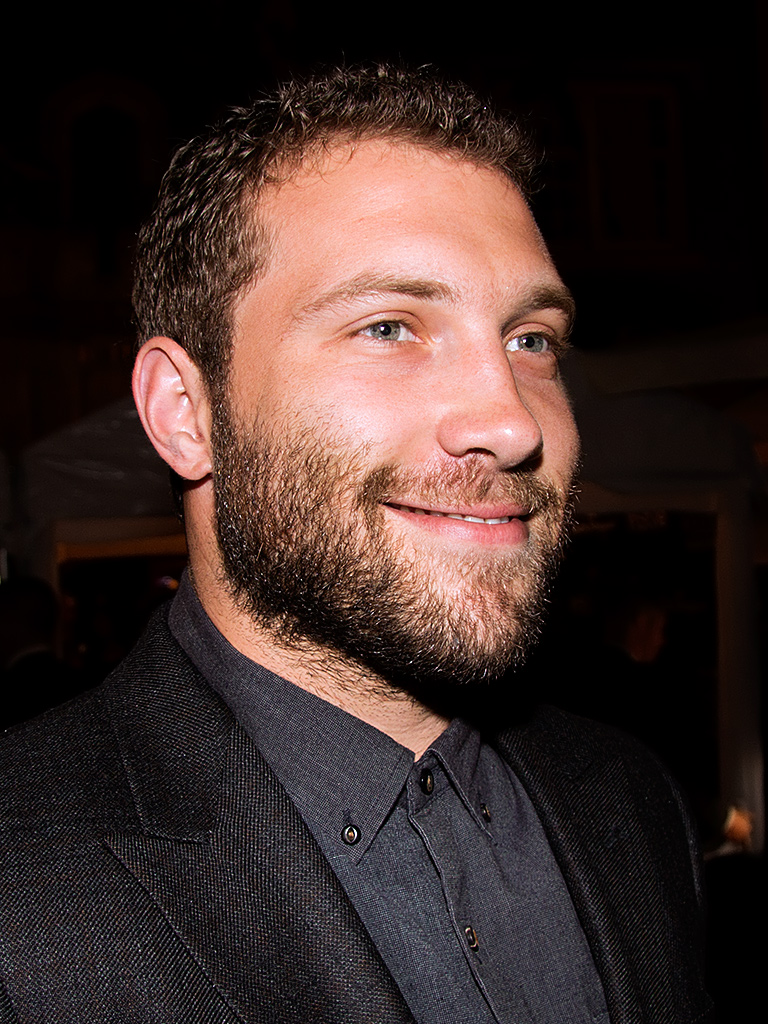
Jai Courtney
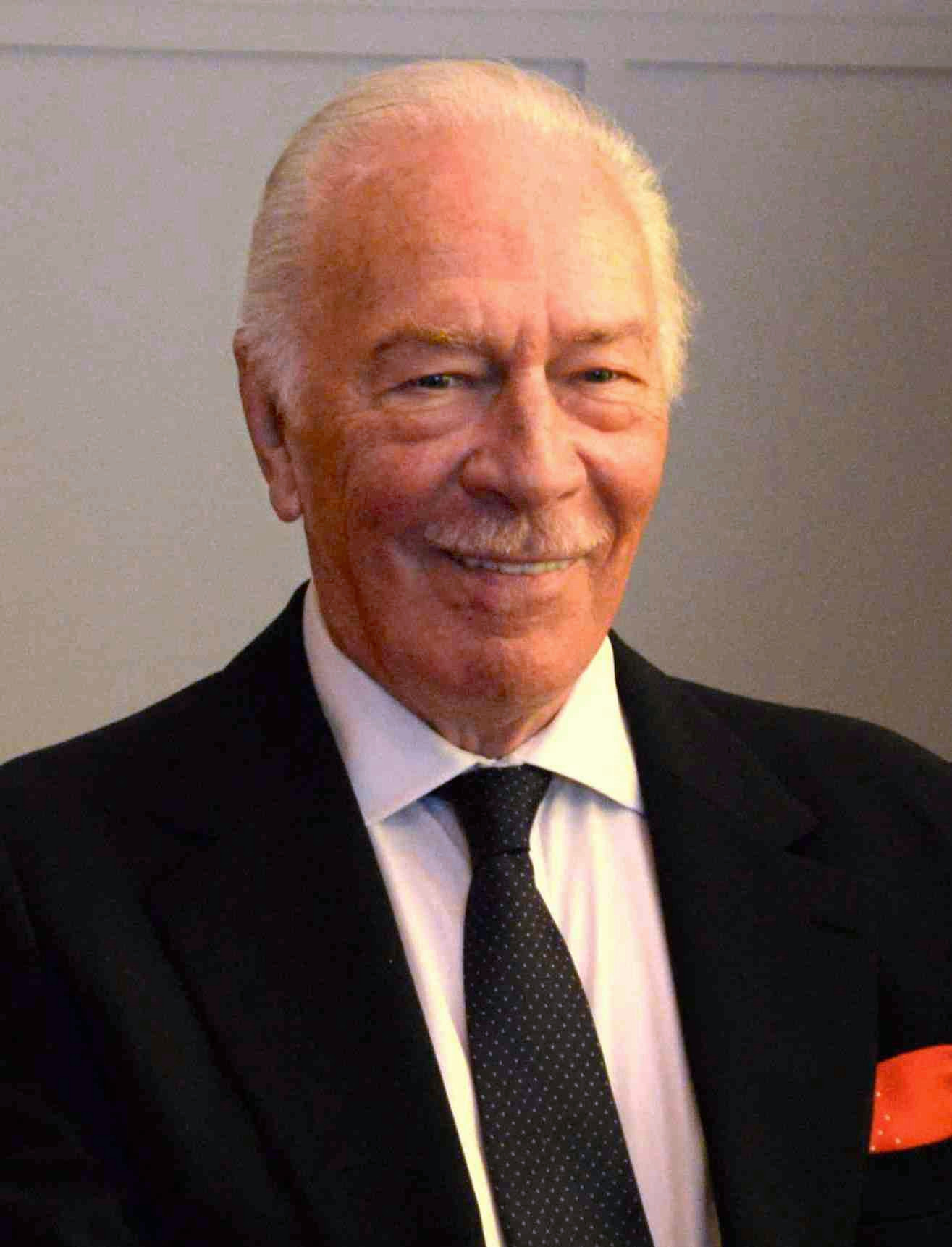
Christopher Plummer
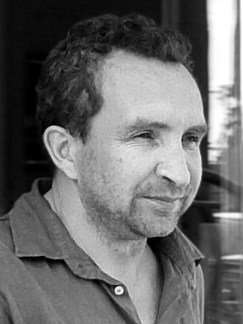
Eddie Marsan
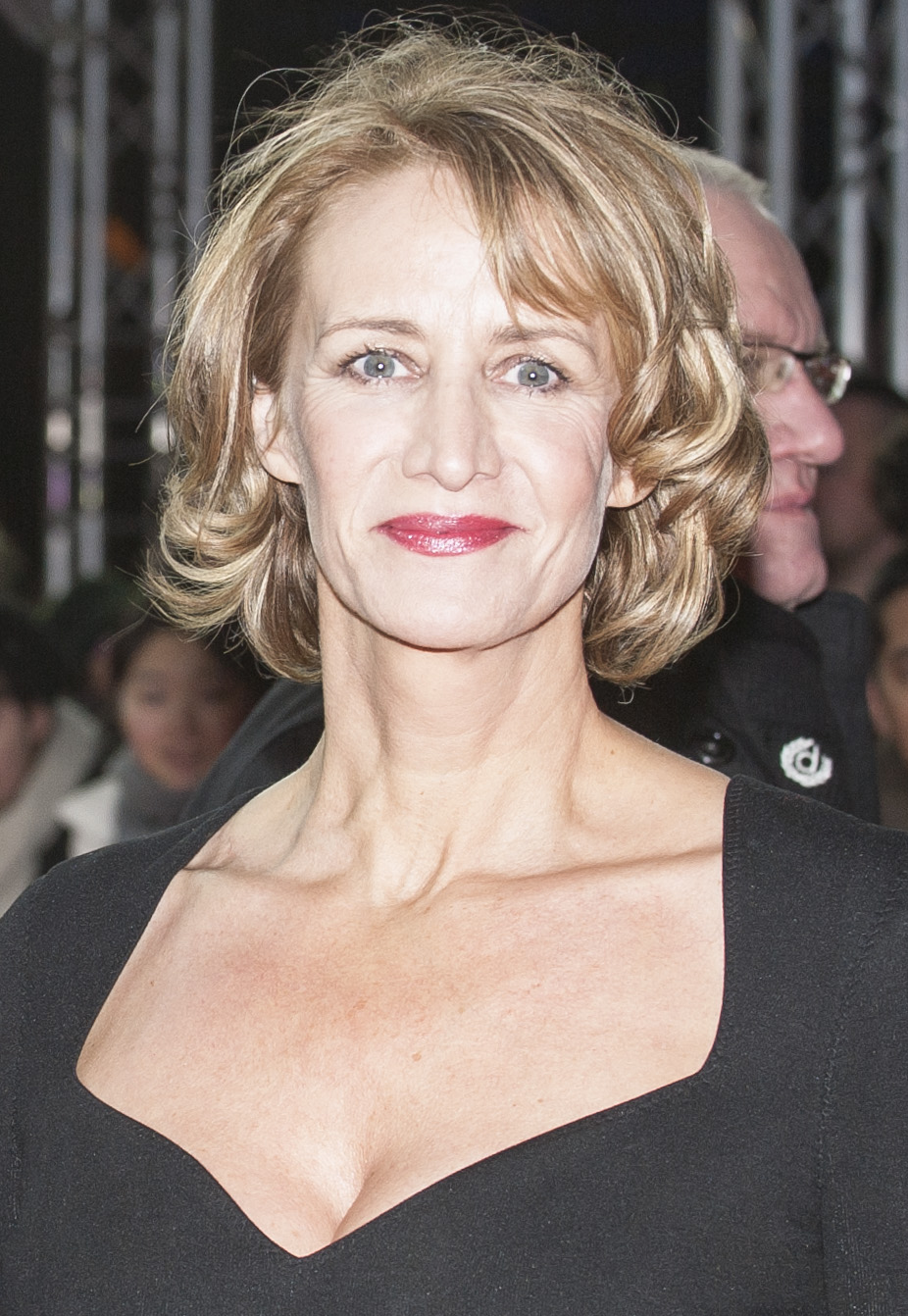
Janet McTeer

## Produktion

### Vorproduktion
Lou Pitt, Christopher Plummers langjährigem Manager und einem der Hauptproduzenten des Films, wurde Alan Judds Roman The Kaiser’s Last Kiss empfohlen. Pitt sagte: „Das erste Mal, dass ich von dem Roman hörte, war von Chris, dem die Figur und die Kulisse sehr gefielen, genauso wie mir, nachdem ich ihn gelesen hatte … das muss so um 2005 oder 2006 gewesen sein. Zu der Zeit war das Buch noch in der Warteschleife, aber aus gutem Grund behielten wir es im Auge.“
Am 21. Mai 2014 gaben Egoli Tossell Film und seine Muttergesellschaft Film House Germany bekannt, dass eine Verfilmung von Judds Roman in Vorbereitung sei. Bei den Filmfestspielen von Cannes 2015 kümmerte sich Lotus Entertainment um den internationalen Vertrieb des Films, der zuvor den Titel The Kaiser’s Last Kiss trug.

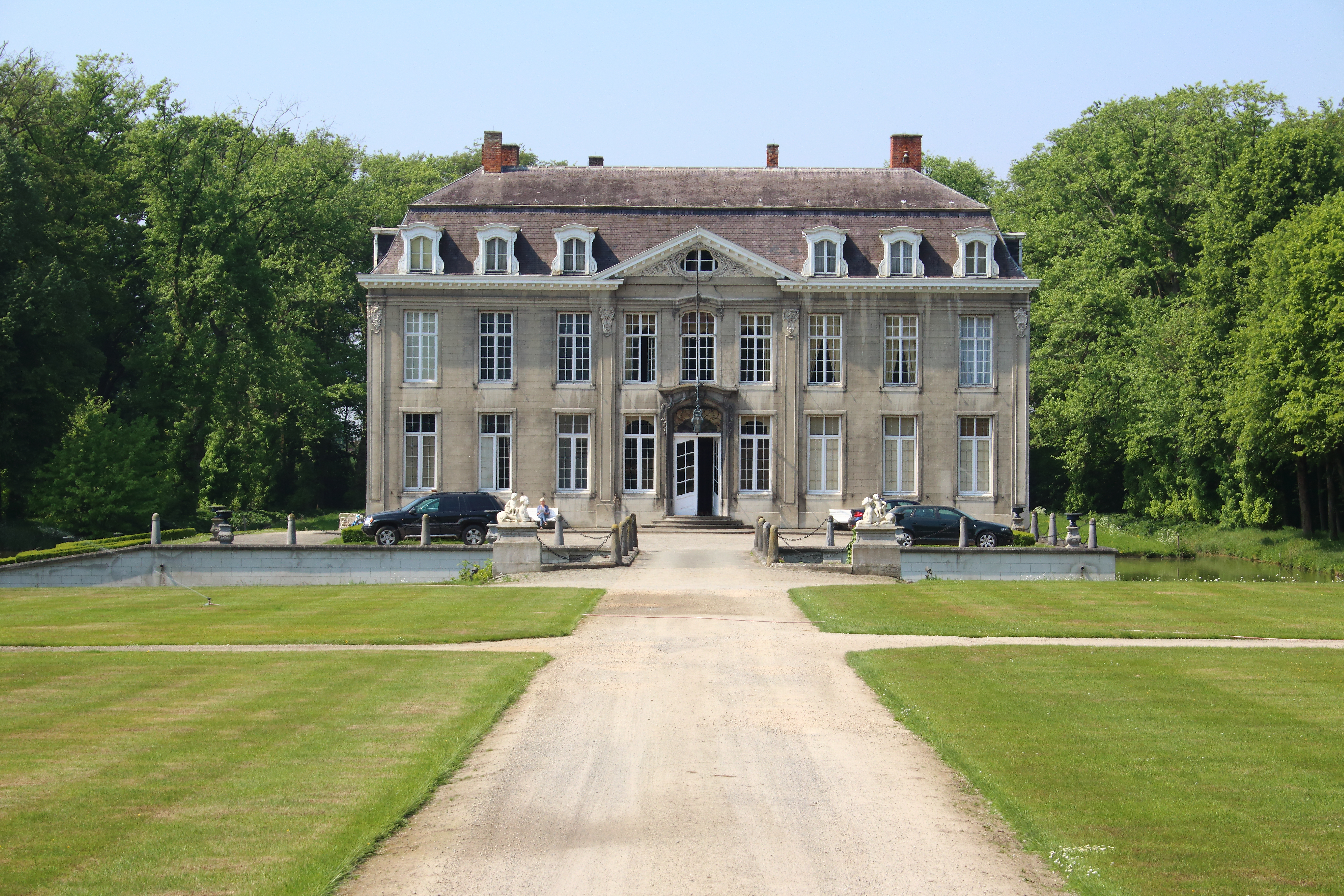
Kasteel van Leeuwergem, Zottegem 03

### Dreharbeiten
Am 11. September 2015 wurde bestätigt, dass die Hauptdreharbeiten in Belgien im Gange waren. Der Film wurde 2015 an 33 Tagen in sechs Wochen gedreht, hauptsächlich im Schloss Leeuwergem und an verschiedenen Orten in Belgien.

## Veröffentlichung
Im Oktober 2016 erwarben A24 und DirecTV Cinema die US-amerikanischen Vertriebsrechte für den Film. Der Film wurde am 2. Juni 2017 veröffentlicht. Der Film war die Abschlussauswahl des Newport Beach Film Festivals 2017, bei dem Lily James‘ Auftritt vom Festival-Mitbegründer und CEO Gregg Schwenk als „wahrer Durchbruch“ bezeichnet wurde. Er wurde am 8. August 2017 von Lionsgate in den USA auf DVD und Blu-ray veröffentlicht.

## Kritiken
Die Bewertungsaggregations-Website Rotten Tomatoes meldet eine Zustimmungsrate von 75 % basierend auf 63 Bewertungen mit einer durchschnittlichen Bewertung von 6,2/10. Der kritische Konsens der Site lautet: „The Exception (The Kaiser’s Last Kiss) verbindet auf elegante Weise gut gekleidete Romantik und Kriegsdrama zu einer solide ausgearbeiteten Geschichte, die durch Christopher Plummers hervorragende Arbeit und die Bemühungen einer talentierten Nebenbesetzung noch weiter aufgewertet wird.“ Metacritic gibt dem Film eine Punktzahl von 60 von 100, basierend auf Bewertungen von 15 Kritikern, was auf „gemischte oder durchschnittliche Bewertungen“ hinweist.